# 月灘村
月灘村（つきなだむら）は、高知県幡多郡にあった村。現在の大月町の東半にあたる。
村名の由来は、当村が面していた太平洋のことを、地元で「お月灘」と通称していたことによる。

## 地理
- 海洋：太平洋

## 歴史
- 1889年（明治22年）4月1日 - 町村制の施行により、姫ノ井村・才角村・小才角村・口目塚村・樫浦村・周防形村・赤泊村・春遠村の区域をもって発足。
- 1957年（昭和32年）2月11日 - 大内町と合併して大月町が発足。同日月灘村廃止。大字口目塚が姫ノ井の一部となる。